# Лоба (народ)
Лоба или лхоба, лопа (кит. упр. 珞巴族, пиньинь Luòbā Zú, другие названия кит. упр. 宁波, пиньинь níngbō, кит. упр. 邦波, пиньинь bāngbō, кит. упр. 德根, пиньинь dégēn, кит. упр. 阿迪, пиньинь ādí (см. ади), кит. упр. 塔金, пиньинь tǎjīn, damu) — этническая общность, родственная тибетцам, в Китае, Непале и Индии.
В Китае это наиболее малочисленная официально признанная этническая общность, которая включает группы: богар (кит. упр. 博嘎尔, пиньинь bógā'er) и иду (народ) (кит. упр. 荑都, пиньинь yídū) (мишми). Общая численность народа лоба, проживающего на территории Китая, вместе с родственными этническими группами, составляет примерно 2965 человек (по переписи 2000 г.).
Кроме того, представители народа лоба (около 8 тыс. чел.) проживают на территории Индии.
Общая численность этнической группы в Индии и Китае составляет около 11 тыс. человек.
Народ лоба включает в себя примерно 100 племён: Ruyidu, Zhana, Kaluo, Galuo, Mixinba, мигуба (кит. 米古巴), Jianbo, Deluo, и др. (Решетов  1998: 376).

## Места обитания
Лоба проживают в лесах юго-восточного района Лоюй (珞瑜) Тибетского автономного района: в уездах Цзаюль (Чаюй), (Мэтог) (Мото), Менлинг, (Милинь) округа Ньингтхри (Линьчжи) и уезде Хлюнцэ (Лунцзы) округа Хлокха (Шаньнань). Помимо этого значительное количество представителей народов лоба живёт в Индии, в лесных районах пограничного с Тибетом штата Аруначал-Прадеш (который Китай официально считает частью своей территории). (Решетов  1998: 376.)
Тибетоязычное население горного княжества Мустанг в Непале также идентифицирует себя как лоба (лопа) и под этим названием официально признано в качестве национального меньшинства (Lopa), при этом их часто считают тибетцами в связи с сильнейшим влиянием тибетского буддизма; в этнографической науке население княжества идентифицируется другими названиями.

## Язык
Язык лоба относится к тибето-бирманской ветви сино-тибетской языковой семьи. До оккупации Тибета Китаем лоба Китая использовали узелковое письмо и знаки в виде зарубок на дереве. Но на данный момент только очень пожилые представители народа лоба владеют национальной письменностью. Большинство же используют тибетский в качестве литературного языка. (Решетов  1998: 376).

## Самоназвание
Самоназвание лоба произошло от тибетского слова  lhoba, что означает «южанин». В 1965 году Государственный Совет КНР утвердил название района, в котором проживают лоба. Отныне эта местность получила название Лоюй (кит. 珞瑜), которое также подразумевает «юг». До этого данная часть Китая была известна как «Земля варваров». (Чебоксаров 1959: 123-139.)

## Религия
Народ лоба — тибетские буддисты, но у них также сохраняются анимистические верования.
Вся ежедневная жизнь людей лоба была соединена с их верой в анимизм. Они полагали, что есть духи зверей, гор, деревьев. Особенно почитали они духа горы. По их представлениям, всё находится под контролем духов. Когда они возвращались после охоты или путешествия, они должны в первую очередь принести жертву духу горы. Кроме духа горы в почёте у лоба были также духи земли и леса. Лоба поклонялись тотемам тигра, пантеры, медведя, змеи. (Ma Yin 2004: 224-227.)

## Хозяйство
Густые леса покрывали местность, заселённую народом лоба. С древности лоба занимались охотой, иногда поодиночке, иногда группами. Мальчики начинали охотиться с очень раннего возраста, отправляясь на охоту вместе с отцом. Но по достижении мальчиком зрелого возраста, чтобы стать мужчиной, он должен был сам поймать и убить крупное животное - это было своего рода испытанием на зрелость. Помимо охоты, в хозяйстве лоба сочетались: ручное подсечно-огневое земледелие, скотоводство и собирательство; основные культуры — пшеница, кукуруза, гречиха, рис. Лоба очень хорошие мастера по работе с бамбуком, из него они делали необходимые для повседневного быта вещи. Лоба, живущие в непосредственной близости с  тибетцам, контактировали с ними, для товарообмена. Лоба отдавали тибетцам шкуры животных, мех, мускус, изделия из бамбука, а тибетцы поставляли им чай, зерно, соль, орудия труда. Те лоба, которые жили вблизи тибетцев, переняли некоторые их традиции. (Ma Yin 2004: 224-227.)

## Одежда
Традиционная мужская одежда — чёрная накидка без рукавов длиной до колена, набедренная повязка, головные уборы, сделанные из кожи волка или медведя. Традиционная женская одежда — кофта и юбка, сделанные из овчины. Одежда, как правило, щедро украшена всевозможными орнаментами. Многочисленные орнаменты являются признаками богатства. И мужчины, и женщины носят украшения: ожерелье, бус, серьги, браслеты Украшения, как правило сделаны из бамбука, серебряных монет, раковин. Так же и у мужчин, и у женщин принято заплетать косы. (Chen Van 1985: 20-28.)

## Классовый строй и традиционная семья
Все лоба делились на 3 класса – майдэ, вубус и неба. Майдэ – это знать, неба –  их подчинённые. Потомки этого последнего класса люди не мог получить статус майдэ, даже если они становились богатыми и у них появлялись рабы. Они могли стать только вубус, которые занимали среднюю ступень в племени. Неба имели статус рабов майдэ. Мужчины и женщины этих различных групп не могли женить или выходить замуж за представителей другого класса или вступать с ними в связь. Если такая связь обнаруживалась, то и мужчину и женщину, как правило убивали представители их же племени. Поселения лоба разбросанные, жилище каркасно-столбовое, свайное, с широкой верандой перед входом. 
Брачное поселение — патрилокальное, каждому женатому члену семьи выделяется отдельная комната. Дети живут в отдельной комнате. Преобладают малые семьи, построенные на патриархальном принципе. Статус женщин в их семействах, также как и в обществе, был особенно низким, и они не имели никаких прав наследования. (Чебоксаров 1979: 83.)

## Новая жизнь
В 1959 г. в Тибете была проведена демократическая реформа. С тех пор лоба стали полноправными гражданами. Сейчас у них есть свои представители в правительстве и на региональном и местном уровнях. С помощь своих китайских и тибетских соседей, лоба начали осваивать современные методы ведения сельского хозяйства. Они обнаружили новые земли и начали обрабатывать их. В то же время развивались охота и ремёсла. В ведение хозяйства стали использоваться новые методы, новые технологии, что привело к большей продуктивности.
Повысился уровень грамотности, дети стали посещать школы, взрослые учатся по вечерам. Некоторые представители молодёжи учатся в университетах Пекина, Нанкина, Лхасы. Появились клиники и оздоровительные центры в сёлах, заселённых лоба. Появилась развитая инфраструктура, что очень облегчило жизнь народа лоба. (Сергеева 2007: 150-158)